# Mittelpunktsstrahl

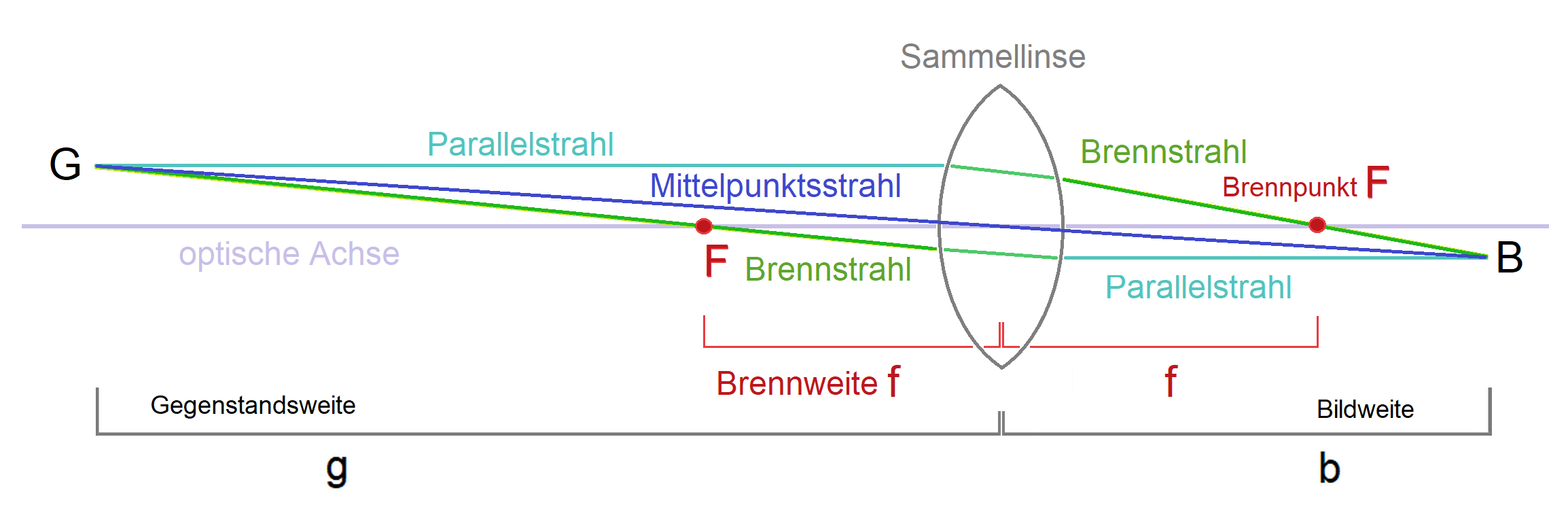
Parallelstrahl, Brennstrahl und Mittelpunktsstrahl beim Durchgang durch eine Sammellinse

In der geometrischen Optik ist der Mittelpunktsstrahl eine Konstruktionshilfe für den Strahlengang in einem optischen System.
Er wird dazu vom abzubildenden Gegenstandspunkt zum Schnittpunkt der optischen Achse mit der gegenstandsseitigen Hauptebene, weiter entlang der Achse zum Schnittpunkt mit der bildseitigen Hauptebene und von dort parallel zur (gedachten) Verlängerung des ersten Abschnitts weiter gezeichnet.
In dünnen, symmetrischen Linsen fallen die Hauptebenen mit der Symmetrieebene der Linse zusammen und der Schnittpunkt zwischen Hauptebenen und optischer Achse liegt im geometrischen Mittelpunkt der Linse. Die Strecke entlang der Achse entfällt also in der Konstruktion.
Der Mittelpunktsstrahl schneidet sich mit dem Parallelstrahl und dem Brennpunktstrahl, durch Konstruktion dieses Schnittpunktes lässt sich die Position des Bildpunktes bestimmen.